# تادتيرو أوموتو
تادَتيرو أُوموتو (باليابانية: 大本 忠輝) (6 أبريل 1969 في كاناغاوا في اليابان – )؛ هو لاعب كرة قدم ياباني سابق كان يلعب كمهاجم.

## وصلات خارجية
- تادتيرو أوموتو على موقع رابطة كرة القدم اليابانية للمحترفين (اليابانية)
- تادتيرو أوموتو على موقع عالم كرة القدم.نت (الإنجليزية)